# Chronologie de la France au Moyen Âge
 (mars 2010).
Si vous disposez d'ouvrages ou d'articles de référence ou si vous connaissez des sites web de qualité traitant du thème abordé ici, merci de compléter l'article en donnant les références utiles à sa vérifiabilité et en les liant à la section « Notes et références ».
Pour un article plus général, voir Chronologie de la France.
Chronologie de la Gaule romaine (-52/486) - Chronologie de la France sous la Renaissance

## Vesiècle
- 406 : Invasion de la Gaule depuis le Rhin gelé, par les Vandales, les Suèves, les Alains et les Burgondes.
- 411 : Retrait des légions romaines de Bretagne, prélude à l'émigration des Bretons en Armorique.
- 412 : Invasion de l'Aquitaine et de la Provence par les Wisigoths arrivant d'Italie.
- 418 : Traité instaurant le statut de peuple fédéré (fœdus) des Wisigoths dans l'Empire romain, qui les installe en Aquitaine.
- 423 : Aetius devient gouverneur de la partie de la Gaule restée sous contrôle romain.
- 430 : Installation des Francs saliens à Tournai et à Cambrai.
- 435-437 : Révolte des Bagaudes.
- 443 : Fondation du royaume des Burgondes en Sapaudia (Savoie actuelle).
- 451 : Bataille des champs Catalauniques, défaite des Huns d'Attila, allié aux Gépides et aux Ostrogoths, face aux Romains d'Aetius, allié aux Francs, aux Wisigoths, et aux Burgondes.
- 453 : Fondation du royaume de Toulouse par les Wisigoths.
- 461 : Prise de Lyon par les Burgondes.
- 481-511 : Règne de Clovis, roi des Francs et fondateur de la dynastie mérovingienne.
- 486 : Victoire de Clovis sur Syagrius, « le dernier des Romains ».
- 486 : Sainte Geneviève négocie avec Clovis la soumission de Paris à son autorité.
- 496 ou 498 : Victoire des Francs sur les Alamans dans la région du Neckar (bataille de Tolbiac), et baptême de Clovis à Reims.

## VIesiècle
- 507 : Bataille de Vouillé, défaite des Wisigoths face à Clovis, le sud-ouest de la Gaule devient franc, à l'exception de la Septimanie.
- 508 : Choix de Paris comme capitale du royaume des Francs.
- 510 : Mise en latin écrit de la Loi salique sous Clovis, alors un code civil et pénal sans rapport avec l'interdiction ultérieure à une femme d'hériter du royaume.
- 511 : Partage du royaume des Francs entre les quatre fils de Clovis.
- 524 : Échec de l'expédition franque contre les Burgondes, mort de Clodomir, roi d'Orléans, à la bataille de Vézeronce.
- 534 : Annexion du royaume des Burgondes par les royaumes francs de Childebert Ier (roi de Paris) et Clotaire Ier (roi de Neustrie).
- 535 : Traité d'alliance entre Clotaire Ier et ses frères et Byzance.
- 537 : Annexion de la Provence par les Francs aux dépens des Ostrogoths.
- 541 : Échec de l'expédition franque contre les Wisigoths en Espagne.
- 554 : Échec de l'expédition franque contre les Byzantins en Italie.
- 555 : Conquête de la Thuringe et soumission des Bavarois par Clotaire Ier, roi de Neustrie, Orléans et Austrasie.
- 558-561 : Règne de Clotaire Ier sur le royaume franc unifié.
- 561 : Partage du royaume de Clotaire Ier entre ses quatre fils (royaumes de Tournai, Bourgogne et Orléans, Austrasie, et Neustrie).
- 567 : Début de la guerre civile entre l'Austrasie, et la Neustrie.
- 574 : Échec de l'attaque des Lombards contre le royaume des Francs.
- 575 : Assassinat de Sigebert Ier sur ordre de Frédégonde.
- 584 : Assassinat de Chilpéric Ier sur ordre de Frédégonde, qui dirige alors la Neustrie sous la protection de Gontran, roi de Bourgogne.
- 587 : Début de l'invasion des plaines de l'Adour et de la Garonne par les Vascons, venus des Pyrénées.
- 590 : Arrivée en Gaule de saint Colomban pour évangéliser les campagnes franques.
- 592 : Mort de Gontran et reprise de la lutte entre Brunehilde et Frédégonde.
- 596 : Bataille de Latofao (Laffaux), défaite de Brunehilde contre Frédégonde.

## VIIesiècle
- 613-629 : Règne de Clotaire II sur le royaume unifié des Francs;
- 613 : Supplice de la reine Brunehilde par Clotaire II.
- 614 : Édit de Clotaire II instaurant la puissance des maires du palais et la liberté des élections épiscopales.
- 629 : Expulsion du royaume franc des Juifs refusant le baptême, ordonnée par Dagobert Ier.
- 629-639 : Règne de Dagobert Ier sur le royaume unifié des Francs.
- 631 : Échec de l'expédition franque contre le royaume slave de Samo.
- 637 : Soumission des Vascons par Dagobert Ier.
- 638 : Vassalisation du roi breton Judicaël
- 639 : Reprise des guerres civiles mérovingiennes, et début du règne des rois fainéants.
- 641 : Fin de la domination franque en Thuringe.
- 657-665 : Régence de la reine Bathilde, qui interdit la vente d'esclaves chrétiens.
- 670 : Première frappe des Deniers d'argent, nouvel étalon monétaire en Gaule.
- 671 : Indépendance de l'Aquitaine, dirigée par le duc Loup Ier de Vasconie.
- 687 : Bataille de Tertry, Pépin de Herstal, maire du palais d'Austrasie, prend le contrôle de la Neustrie et de la Bourgogne.

## VIIIesiècle
- 709-712 : Guerre entre les Francs et les Alamans.
- 716 : Charles Martel devient maire du palais d'Austrasie.
- 719 : Victoire à Soissons, contre les Neustriens et les Aquitains, de Charles Martel, qui s'empare de la Neustrie.
- 719-759 : Occupation de la Septimanie wisigothe par les Musulmans d'Espagne.
- 721 : Victoire d'Eudes d'Aquitaine contre l'armée musulmane d'Al-Samh ibn Malik, près de Toulouse.
- 725 : Raid des musulmans dans les vallées du Rhône et de la Saône jusqu'à Autun.
- 728 : Défaite du duc d'Aquitaine et invasion de la Vasconie par l'émir Abd-al-Rhâman.
- 732 : Victoire de Charles Martel, chef des Francs, contre l'armée d'Abd-al-Rhâman, lors de la bataille de Poitiers.
- 734 : Occupation de la Bourgogne par Charles Martel.
- 739 : Conquête de la Provence par Charles Martel.
- 741 : Mort de Charles Martel.
- 742-743 : Campagnes des fils de Charles Martel, Carloman et Pépin le Bref, contre la Bavière et l'Aquitaine.
- 747 : Retrait monastique de Carloman, maire du palais d'Austrasie, au profit de son frère, maire du palais de Neustrie et Bourgogne.
- 751 : Élection, par une assemblée d'évêques et de grands seigneurs, de Pépin le Bref, premier roi des Francs de la dynastie carolingienne.
- 751-768 : Règne de Pépin le Bref sur le royaume des Francs.
- 752 : Conquête de la Septimanie sur les Musulmans par Pépin le Bref et siège de Narbonne jusqu'en 759.
- 753 : Création de la Marche de Bretagne.
- 754 : Sacre de Pépin le Bref par le pape Étienne II à Saint-Denis, et expédition franque contre les Lombards en Italie.
- 756 : Donation de Pépin, qui permet la formation territoriale des États pontificaux (Rome, Pérouse, Ravenne) après l'expédition en Italie.
- 760-768 : Expéditions de Pépin contre l'Aquitaine, qui est incorporée au royaume des Francs.
- 768-771 : Règne de Charlemagne, qui partage le royaume des Francs avec son frère Carloman.
- 771-814 : Règne de Charlemagne, seul, à la mort de Carloman.
- 772 : Expédition de Charlemagne contre les Saxons, et alliance avec le pape Adrien Ier contre les Lombards.
- 774 : Prise de la capitale lombarde Pavie par les Francs, et couronnement de Charlemagne en tant que roi des Lombards.
- 777 : Soumission et conversion forcée des Saxons devant Charlemagne.
- 778 : Échec de l'expédition franque contre les Musulmans à Saragosse, et défaite de Roland contre les vascons à Roncevaux.
- 778-785 : Révolte saxonne de Widukind.
- 780 : Instauration par Charlemagne de l'assemblée des plaids généraux.
- 779 : Instauration de la dîme et du système des missi dominici en Gaule du Nord.
- 781 : Créations des royaumes d'Aquitaine et d'Italie au profit des fils de Charlemagne, Louis et Pépin d'Italie.
- 782 : Victoire des Saxons révoltés de Widukind contre les Francs dans la région de la Weser, massacre de près de 4500 otages saxons.
- 784 : Conquête du pays des Frisons.
- 785 : Reddition et conversion massive des Saxons révoltés.
- 788 : Soumission et incorporation au royaume des Francs de la Bavière et de la Carinthie.
- 790 : Interdiction des frappes individuelles de monnaie. Instauration d'Aix-la-Chapelle comme résidence royale principale.
- 791 : Expédition contre les Avars en Basse-Autriche. Vassalisation de la Bohême.
- 793-797 : Deuxième révolte en Saxe, déportation massive de la population.
- 795 : Création de la Marche d'Espagne.
- 796 : Prise du Ring avar par Charlemagne en Pannonie et conversion des Avars.
- 797 : Ambassade franque à Bagdad, à laquelle répond le calife Haroun ar-Rachid.
- 799 : Premières incursions des Vikings (ou Normands) sur les côtes d'Aquitaine.
- 800 : Charlemagne est sacré empereur d'Occident par le pape Léon III, dans la basilique Saint-Pierre de Rome.

## IXesiècle
- 801 : Prise de Barcelone aux Musulmans d'Espagne.
- 804 : Premières batailles entre Francs et Normands (ou Vikings).
- 806 : Conquête de la Bohême et soumission de la Croatie.
- 810-811 : Guerre entre les Francs et les Vikings danois.
- 812 : Reconnaissance de l'empereur d'Occident Charlemagne par l'empereur d'Orient Michel Ier.
- 813 : Concile de Tours, les évêques conseillent que l'homélie soit dite en langue vulgaire (ancêtre du français) et non en latin.
- 814-840 : Règne de Louis le Pieux, fils de Charlemagne, sur l'Empire carolingien.
- 817 : Règlement de la succession de Louis le Pieux entre ses fils; Lothaire Ier hérite de l'empire, Pépin de l'Aquitaine, et Louis de la Bavière.
- 827 : Promulgation des premiers capitulaires, actes législatifs des rois carolingiens.
- 829 : Modification de l'acte de succession de l'empire, au profit de Charles, dernier fils de Louis le Pieux, sur la part de Lothaire Ier.
- 830 : Révolte des fils de Louis le Pieux, Pépin d'Aquitaine, Lothaire Ier et Louis le Germanique.
- 833 : Déposition de Louis le Pieux par Lothaire Ier et Louis le Germanique.
- 834 : Rétablissement de Louis le Pieux par Louis le Germanique et Pépin d'Aquitaine.
- 836 : Fuite des moines de Noirmoutier devant les Normands qui y installent une base.
- 838 : Débarquement des Sarrasins en Provence et pillage de Marseille.
- 840-877 : Règne de Charles le Chauve (ou Charles II) sur le royaume de Francie occidentale.
- 841 : Bataille de Fontenoy-en-Puisaye, victoire de Louis le Germanique et Charles le Chauve contre Lothaire Ier.
- 842 : Serments de Strasbourg promulgués contre Lothaire Ier, acte de naissance de la langue française.
- 843 : Traité de Verdun, partage de l'Empire carolingien entre les trois fils de Louis le Pieux; Charles le Chauve (Francie occidentale, future France), Lothaire Ier (Francie médiane) et Louis le Germanique (Francie orientale, future Allemagne).
- 844 : Pillage de Bordeaux et Toulouse par les Normands.
- 845 : 
- Bataille de Ballon, victoire du comte de Vannes, Nominoë, contre Charles le Chauve, qui voit reconnaitre sa domination sur l'Est de la Bretagne. 
- Première attaque normande sur Paris.
- 849 : Création du comté de Toulouse.
- 851 : Bataille de Jengland, victoire d'Erispoë contre Charles le Chauve, qui doit reconnaitre sa souveraineté sur la Bretagne.
- 852 : Paiement par Charles le Chauve d'un tribut aux Normands pour épargner Paris.
- 853 : Pillage de Nantes, Angers et Tours par les Normands.
- 855 : 
- Création du royaume de Bourgogne (Bourgogne cisjurane et Provence) pour Charles de Provence, fils de Lothaire Ier.
- Raid des Normands dans la vallée du Rhône.
- 856-862 : Installation des Normands dans la vallée de la Seine.
- 857 : Pillage d'Orléans et de Chartres par les Normands.
- 863 : Par le traité d'Entrammes, Charles le Chauve, reconnaît la souveraineté du roi de Bretagne Salaün sur la région comprise entre la Sarthe et la Mayenne.
- 866 : 
- Bataille de Brissarthe, Normands et Bretons contre l'armée franque de Robert le Fort, ancêtre des Capétiens qui meurt au combat.
- Création du comté de Flandre.
- 867 : Par le traité de Compiègne, Charles le Chauve, reconnaît la souveraineté du roi de Bretagne Salaün sur le Cotentin, l'Avranchin et les îles Anglo-Normandes.
- 867-873 : Occupation d'Angers par les Normands.
- 870 : Traité de Meerssen, partage de la Lotharingie entre Louis le Germanique et Charles le Chauve.
- 877 : Création des duchés d'Aquitaine et de Vasconie.
- 877-879 : Règne de Louis II le Bègue sur le royaume de Francie occidentale.
- 879 : Élection de Boson en tant que roi de Bourgogne et de Provence.
- 879-882 : Règne conjoint de Louis III et Carloman II sur le royaume de Francie occidentale.
- 880 : 
- Traité de Ribemont fixant la frontière entre la France et la Germanie, de l'Escaut à la Saône, la Francie occidentale cède la Lorraine.
- Indépendance du comté de Barcelone.
- 881 : Bataille de Saucourt-en-Vimeu, victoire de Louis III et Carloman II contre les Normands.
- 882-884 : Règne de Carloman II, seul, sur le royaume de Francie occidentale.
- 884 : Réapparition de la frappe privée de monnaie, à Corbie.
- 884-887 : Règne de l'empereur d'Occident et fils de Louis le Germanique, Charles le Gros, sur le royaume de Francie occidentale.
- 885-886 : Siège, par les Normands de Siegfried, de Paris, défendue par le comte Eudes.
- 887 : 
- Déposition de Charles le Gros par les grands seigneurs du royaume.
- Installation permanente des Maures à Fraxinet, en Provence.
- 888 : Création du duché de Bourgogne.
- 888-898 : Règne d'Eudes Ier sur le royaume de Francie occidentale.
- 890 : Bataille de Noyon, défaite d'Eudes contre les Normands.
- 892 : Retrait massif des Normands à la suite d'une importante famine.
- 893 : Sacre de Charles III le Simple, qui affronte Eudes sans succès.
- 896 : Installation des Vikings norvégiens (Normands) de Rollon le marcheur à l'embouchure de la Seine.
- 898-922 : Règne effectif de Charles III le Simple sur le royaume de Francie occidentale.
- 899 : Raids normands dans les régions entre l'Oise et la Meuse.

## Xesiècle
- 903 : Prise de Tours par les Normands.
- 909 : Fondation de l'abbaye de Cluny par Guillaume le Pieux, duc d'Aquitaine.
- 910 : Dernière attaque viking sur Paris, repoussée par Rollon.
- 911 : Traité de Saint-Clair-sur-Epte, cession du pays de Caux et de Rouen aux Normands de Rollon.
- 912 : Baptême de Rollon et de ses hommes.
- 912-937 : Occupation de la Bretagne par les Vikings.
- 913 : Premier raid des Hongrois en Lorraine.
- 922 : Déposition de Charles III le Simple.
- 922-923 : Règne de Robert Ier, comte de Paris et frère d'Eudes, sur le royaume de Francie occidentale.
- 923 : Mort de Robert Ier lors d'une bataille, à Soissons, contre Charles III le Simple.
- 923-936 : Règne de Raoul Ier, duc de Bourgogne, sur le royaume de Francie occidentale.
- 924 : 
- Raids des Hongrois en Provence et dans la vallée du Rhône.
- Cession par Raoul Ier du Bessin à Rollon.
- 933 : Cession par Raoul Ier du Cotentin et de l'Avranchin au comte de Rouen, Guillaume Longue-Épée.
- 934 : Création du royaume d'Arles.
- 935 : Raids des Hongrois en Bourgogne.
- 936-954 : Règne de Louis IV d'Outremer, fils de Charles III.
- 937 : Libération de la Bretagne occupée par les Vikings par Alain Barbe-Torte, futur duc de Bretagne.
- 942 : Création du duché de Normandie.
- 943 : Hugues le Grand, comte de Paris et père d'Hugues Capet, devient duc des Francs.
- 945 : Capture de Louis IV d'Outremer par le duc de Normandie, Richard Ier, après un affrontement avec ce dernier et Hugues le Grand.
- 946 : Libération de Louis IV d'Outremer, soutenu par le pape et le roi de Germanie Othon Ier.
- 954 : Sacre de Lothaire à Reims, Hugues le Grand reçoit en contrepartie la suzeraineté sur la Bourgogne et l'Aquitaine.
- 954-986 : Règne de Lothaire sur le royaume de Francie occidentale.
- 956 : 
- Mort de Hugues le Grand, son fils Hugues Capet hérite du comté de Paris et du duché de France.
- Avènement d'Otton, fils d'Hugues le Grand sur le duché de Bourgogne.
- 961 : Affrontement entre le comte de Blois Thibaud le Tricheur, allié au roi de Francie occidentale Lothaire, et le duc de Normandie Richard Ier.
- 965 : Paix de Gisors, le duché de Normandie devient vassal de Hugues Capet.
- 973 : Expulsion des derniers Sarrasins de Provence à La Garde-Freinet.
- 978 : Conflit entre le roi Lothaire et l'empereur romain germanique Othon II, qui avance jusqu'à Paris.
- 981 : 
- Paix entre Lothaire et Othon II.
- Construction de Cluny II.
- 983 : Invasion de la Lorraine par Lothaire.
- 986-987 : Règne de Louis V le Fainéant, fils de Lothaire, sur le royaume de Francie occidentale.
- 987 : 
- Sacre de Hugues Capet, fondateur de la dynastie capétienne, à Noyon, élu par les Grands du royaume, avec l'appui de l'archevêque de Reims, de son frère Henri de Bourgogne, du duc Richard Ier de Normandie et du futur pape Sylvestre II.
- Avènement de Foulques Nerra sur le comté d'Anjou.
- 987-996 : Règne de Hugues Capet, souverain du royaume de France.
- 989 : Concile de Charroux, début du mouvement de la Paix de Dieu visant à limiter l'usage de la guerre par les seigneurs locaux.
- 991 : Charles de Basse-Lorraine, duc carolingien et ancien prétendant au trône de France, affronte Hugues Capet et est emprisonné.
- 992 : Deuxième bataille de Conquereuil, le comte d'Anjou Foulques Nerra bat et tue le comte Conan Ier de Bretagne.
- 993 : Importante disette.
- 996-1031 : Règne de Robert II le Pieux, fils d'Hugues Capet, sur le royaume de France.
- 997 : Excommunication de Robert II le Pieux pour bigamie.

## XIesiècle
- 1019 : Le comte Eudes II de Blois hérite de la Champagne.
- 1020 : Incendie de la cathédrale de Chartres.
- 1022 : Premier bûcher à Orléans, pour brûler des hérétiques.
- 1031-1060 : Règne de Henri Ier, fils de Robert le Pieux sur le royaume de France.
- 1054 : Bataille de Mortemer, défaite du Roi de France face  au duc de Normandie Guillaume le Conquérant.
- 1058 : Deuxième défaite du Roi de France à Varaville face à Guillaume le Conquérant
- 1060-1108 : Règne de Philippe Ier, fils de Henri Ier, sur le royaume de France.
- 1060-1066 : Régence de Baudouin V de Flandre sur le royaume de France.
- 1077 : Philippe Ier annexe le Vexin
- 1088 : Construction de Cluny III.
- 1095 : Concile de Clermont, le pape Urbain II prêche la première croisade, en désignant Adhémar de Monteil, évêque du Puy pour la diriger.
- 1095-1099 : Godefroy de Bouillon mène la première croisade des barons.
- 15 juillet 1099 : Prise de Jérusalem par Godefroy de Bouillon.

## XIIesiècle
- 1108-1137 : Règne de Louis VI le Gros, fils de Philippe Ier, sur le royaume de France.
- 1137-1180 : Règne de Louis VII le Jeune, fils de Louis VI le Gros, sur le royaume de France.
- 1152 : Louis VII le Jeune répudie Aliénor d'Aquitaine, qui épouse alors à Poitiers le roi d'Angleterre 1153-1556 Henri Plantagenêt, qui devient duc d'Aquitaine.
- 1156 : Henri Plantagenêt s'empare de la vicomté de Thouars.
- 1159 : Henri Plantagenêt annexe le Quercy mais ne parvient pas à s'emparer de Toulouse face à Louis VII le Jeune et Raymond V de Toulouse.
- 1163 : Début de la construction de la cathédrale Notre-Dame de Paris.
- 1180-1223 : Règne de Philippe II Auguste, fils de Louis VII le Jeune, sur le royaume de France.
- 1183 : Décès de Chrétien de Troyes.
- 1189 : Défaite à Azay-le-Rideau du roi d'Angleterre Jean sans Terre face à son frère Richard Cœur de Lion et Philippe Auguste.
- 1190 :

- Départ de Philippe Auguste, avec Richard Cœur de Lion pour la troisième croisade.

- Création des baillis pour contrôler le domaine royal.
- 1191 : Retour de Philippe Auguste de la troisième croisade.
- 1195 : Début des travaux de la cathédrale gothique Notre-Dame de Chartres.
- 1196 : Construction de Château-Gaillard par le roi d'Angleterre Richard Cœur de Lion.

## XIIIesiècle
- 1208

- 10 mars : Appel à la croisade contre les Albigeois lancé par le pape Innocent III.
- 1209

- 22 juillet : Prise et massacre de Béziers (22 000 morts) lors de la croisade des Albigeois.

- 15 août : Reddition, à Carcassonne, de Raimond-Roger Trencavel, vicomte d'Albi et de Béziers et vassal du comte de Toulouse, face à l'armée des croisés de Simon de Montfort.

- 10 novembre : Mort au cachot de Raimond-Roger Trencavel, et prise de possession de ses terres par Simon de Montfort.
- 1210

- 21 juillet : Prise de Minerve (Hérault) par les croisés de Simon de Montfort.
- 1211 : Début de la construction de la cathédrale Notre-Dame de Reims.
- 1213

- 27 janvier : Hommage rendu par le comte de Toulouse Raymond VI au roi d'Aragon Pierre II.
- 12 septembre : Bataille de Muret, victoire de Simon de Montfort contre Pierre II d'Aragon et Raymond VI de Toulouse.
- 1214

- 2 juillet : Bataille de la Roche-aux-Moines, victoire de l'armée française du dauphin Louis contre l'armée anglaise de Jean sans Terre.
- 27 juillet : Bataille de Bouvines, victoire de Philippe II Auguste contre l'armée de l'empereur romain germanique Othon IV de Brunswick.
- 1220 : Début de la construction de la cathédrale Notre-Dame d'Amiens.
- 1223-1226 : Règne de Louis VIII le Lion, fils de Philippe II Auguste, sur le royaume de France.
- 1226-1270 : Règne de Louis IX ou saint Louis, fils de Louis VIII le Lion, sur le royaume de France.
- 1229

- 12 avril : Traité de Meaux-Paris, capitulation de Raymond VII de Toulouse face à saint Louis, l'héritage de ses terres revient à la couronne de France, une grande partie du Languedoc est sous administration royale.

- novembre : Concile de Toulouse, mise en place de la répression de l’hérésie cathare par l’Inquisition épiscopale, fondation de l’université de Toulouse.
- 1244

- 14 mars : Reddition de la forteresse cathare de Montségur.

- 16 mars : Exécution de 200 cathares par le bûcher à Montségur.
- 1259

- 4 décembre : Traité de Paris (ou d'Abbeville), saint Louis rend le Limousin, le Périgord, le Quercy, l'Agenais, et une partie de la Saintonge à l'Angleterre de Henry III, le royaume de France conserve la Normandie, la Touraine, l'Anjou, le Maine et le Poitou pris à Jean sans Terre.
- 1270
- 1270 Mort de la peste du roi de France saint Louis à Tunis.
- 1270-1285 : Règne de Philippe III le Hardi, fils de Louis IX, sur le royaume de France.
- 1285-1314 : Règne de Philippe IV le Bel, fils de Philippe III le Hardi, sur le royaume de France.
- 1286

- 6 janvier : Sacre de Philippe le Bel, à l'âge de 18 ans, à Reims.

- 5 juin : Hommage du roi d'Angleterre Édouard Ier à son suzerain et neveu Philippe le Bel. Le Quercy est reconnu comme possession française et la Saintonge comme possession anglaise.
- 1290

- 12 juillet : Le roi d'Angleterre Édouard Ier expulse les juifs de son royaume ; ceux vivant en Aquitaine se réfugient en Castille, Navarre et Languedoc.
- 1296

- 25 février, le pape Boniface VIII scelle la bulle Clericis laicos qui interdit à Philippe IV le Bel de lever les Décimes. C'est le début de la partie d'échecs entre le royaume de France et la papauté.
1297
- 11 août : le Pape Boniface VIII canonise Louis IX, grand père du roi de France irrité par sa bulle de l'année précédente.

## XIVesiècle
- 1306

- 21 juin : Philippe le Bel ordonne l'expulsion des juifs de France.
- 1307

- 24 août : Ouverture d'une enquête sur les Templiers ordonnée par le pape Clément V.

- 23 septembre : Guillaume de Nogaret devient garde des Sceaux.

- 13 octobre : Arrestation des Templiers de France par Guillaume de Nogaret et Philippe le Bel.

- 22 novembre : Le pape Clément V ordonne l'arrestation de tous les Templiers.
- 1308

- 5 mai : Convocation des États généraux par Philippe le Bel pour approuver les poursuites contre les Templiers.

- 15 juillet : Le pape Clément V se dessaisit de l'affaire des Templiers pour la remettre à l'Inquisition.
- 1309

- 9 mars : Le pape Clément V fixe le siège de la papauté à Avignon.
- 1311

- 16 octobre : Convocation par le pape Clément V du Concile de Vienne, à la demande de Philippe IV le Bel pour condamner les Templiers et l'ancien pape Boniface VIII. 
- 1312

- 3 avril : Suppression de l'ordre du Temple par la bulle Vox in excelso promulguée au cours du Concile de Vienne. 

- 10 avril : Traité de Vienne, annexion de Lyon par le royaume de France sous l'impulsion des marchands de la ville.

- 2 mai : Transfert de tous les biens de l'ordre du Temple aux Hospitaliers de l'ordre de Saint-Jean de Jérusalem. 

- 11 juillet : Traité de Pontoise, cession, par le comte de Flandre, de Lille, Douai et Béthune au royaume de France.
- 1313

- 11 avril : Mort du conseiller du roi et Garde des Sceaux, Guillaume de Nogaret.
- 1314

- 18 mars : Exécution du maître de l'ordre des Templiers, Jacques de Molay, brûlé vif sur l'ordre de Philippe IV le Bel, à Paris.

- avril : Procès pour adultère des belles-filles du roi, dont Marguerite de Bourgogne, qui est enfermée à Château-Gaillard.

- 29 novembre : Mort de Philippe IV le Bel.
- 1314-1316 : Règne de Louis X le Hutin, fils de Philippe IV le Bel, sur le royaume de France.
- 1316-1322 : Règne de Philippe V le Long, fils de Philippe IV le Bel, sur le royaume de France.
- 1322-1328 : Règne de Charles IV le Bel, fils de Philippe IV le Bel, sur le royaume de France. Crise de succession à sa mort, fin des Capétiens directs.
- 1328-1350 : Règne de Philippe VI de Valois, neveu de Philippe IV le Bel et fondateur de la branche des Capétiens-Valois.
- 1337

- 24 mai : Prise de Bordeaux, possession du roi d'Angleterre Édouard III, par Philippe VI de Valois, son suzerain.

- 7 octobre : Dénonciation par Édouard III d'Angleterre de l'hommage rendu au roi de France, le roi d'Angleterre revendique la couronne de France en tant que petit-fils de Philippe le Bel.

- 1er novembre : Défi lancé par Édouard III d'Angleterre au roi de France Philippe VI de Valois, début officiel de la Guerre de Cent Ans.
- 1337-1453 : Guerre de Cent Ans entre le royaume de France et le royaume d'Angleterre.
- 1346

- 26 août : Bataille de Crécy, défaite du roi de France Philippe VI de Valois contre le roi d'Angleterre Édouard III.
- 4 septembre : Début du siège de Calais par les Anglais.
- 1347-1348 : La Peste noire ravage la France. Arrivée à Marseille en novembre 1347, elle atteint Paris en juin 1348.
- 1350-1364 : Règne de Jean II le Bon, fils de Philippe VI de Valois, sur le royaume de France.
- 1356

- 19 septembre : Bataille de Poitiers, défaite et capture du roi Jean II le Bon face à l'armée anglaise du Prince Noir.

- 17 octobre : Réunion des États généraux, qui marque le début de la révolte communale d'Étienne Marcel, à Paris, contre le dauphin Charles.
- 1360

- 8 mai : Traité de Brétigny, paix entre les Français et les Anglais mettant fin à la première partie de la guerre de Cent Ans ; la France perd l’Aquitaine (Guyenne, Gascogne, Quercy, Rouergue, Limousin et Poitou), le Ponthieu et Calais au profit des Anglais ; le roi Jean le Bon est libéré contre trois millions d’écus d'or de rançon, et Édouard III d'Angleterre renonce à la couronne de France.
- 1364-1380 : Règne de Charles V le Sage, fils de Jean II le Bon, sur le royaume de France.
- 1364

- 16 mai : Bataille de Cocherel près d'Évreux, victoire de Bertrand Du Guesclin contre l'armée de Charles le Mauvais, qui cesse dès lors de s'immiscer dans les affaires du royaume et perd ses possessions en Île-de-France, et ses alliés anglais.

- 29 septembre : Bataille d'Auray, pour la possession du duché de Bretagne entre Jean de Montfort et Charles de Blois qui trouve la mort.
- 1365 : Le traité de Guérande termine la guerre de Succession de Bretagne en accordant le duché au parti pro-anglais des Montfort.
- 1367

- 3 avril : Bertrand Du Guesclin est fait prisonnier à la Bataille de Nájera, à l'issue d'une expédition contre le royaume de Castille montée avec des Grandes compagnies.
- 1369

- 15 janvier : Rupture du traité de Brétigny et reprise de la guerre entre le roi d'Angleterre Édouard III et le roi de France Charles V.

- 14 mars : Bataille de Montiel en Castille, victoire de l'armée de Bertrand Du Guesclin et Henri de Trastamare contre l'armée pro-anglaise de Pierre Ier le Cruel et du Portugal. Henri de Trastamare devient roi de Castille.
- 1370

- 11 août : Prise de Limoges par l'armée de Charles V. 

- 19 septembre : Sac de Limoges par l'armée du Prince Noir. 

- 2 octobre : Bertrand Du Guesclin est nommé connétable par Charles V.

- 4 décembre : Bataille de Pontvallin en Anjou, victoire de l'armée de Bertrand Du Guesclin sur l'armée anglaise de Robert Knolles. 
- 1377

- 17 janvier : Le pape Grégoire XI réinstalle la papauté à Rome, fin de la papauté en Avignon.
- 1378

- 27 mars : Mort à Rome de Grégoire XI, dernier pape français.
- 1380

- 13 juillet : Mort de Bertrand Du Guesclin au siège de Châteauneuf-de-Randon.
- 16 septembre : Mort de Charles V. 
- 2 octobre : Le duc Louis d'Anjou devient régent du royaume de France.
- 4 novembre : Sacre de Charles VI à Reims.
- 1380-1422 : Règne de Charles VI le Fol, fils de Charles V le Sage, sur le royaume de France.

## XVesiècle
- 1407

- 23 novembre : Assassinat à Paris de Louis d'Orléans, frère cadet du roi Charles VI le Fol, par les hommes de Jean sans Peur, duc de Bourgogne, entraînant une guerre civile entre Armagnacs et Bourguignons.
- 1409

- 9 mars : Paix de Chartres entre Armagnacs et Bourguignons.
- 1410

- 15 mars : Reprise de la guerre civile entre Armagnacs et Bourguignons.
- 1412

- 18 mai : Traité de Bourges scellant une alliance entre le royaume d'Angleterre et les Armagnacs.

- 10 août : Thomas de Lancastre, fils de Henri IV d'Angleterre, débarque à Saint-Vaast-la-Hougue et entâme avec ses troupes une chevauchée dévastant la Basse-Normandie et l'Anjou avant de rembarquer à Bordeaux à l'automne. 
- 1413

- 27 avril : Début de la révolte des Cabochiens, à Paris, fomentée par les Bourguignons.

- 28 août : Reprise du contrôle de Paris par les Armagnacs, qui chassent le duc de Bourgogne Jean sans Peur.
- 1415

- 13 août : Débarquement de l'armée d'Henri V d'Angleterre à Harfleur.

- 25 octobre : Défaite de l'armée française contre l'armée anglaise à la bataille d'Azincourt.
- 1418

- 29 mai : Prise de Paris par le duc de Bourgogne Jean sans Peur.

- 1er juin : Fuite du dauphin, futur roi Charles VII, à Bourges.

- 12 juin : Massacre des Armagnacs prisonniers à Paris, dont Bernard VII d'Armagnac.

- 24 juin : Autoproclamation du dauphin Charles en tant que régent du royaume et instauration du Parlement à Poitiers.
- 1419

- 10 septembre : Assassinat de Jean sans Peur, duc de Bourgogne, à Montereau, par Tanguy Duchâtel, homme du dauphin. Son fils Philippe le Bon prend le parti du roi Henri V d'Angleterre et soutient les prétentions d’Henri V contre le parti Armagnac lié au roi de France.
- 1420

- 20 mai : Traité de Troyes, le reine de France Isabeau de Bavière, au nom de son mari Charles VI le Fol, déclare le roi d'Angleterre Henri V de Lancastre roi de France et déclare bâtard le dauphin Charles.

- 12 décembre : Les États généraux réunis à Paris, en présence de Charles VI et Henri V, approuvent la paix avec l'Angleterre et reconnaissent les deux souverains comme rois de France.
- 1422-1461 : Règne de Charles VII, fils de Charles VI le Fol, sur le royaume de France.
- 1429

- 6 mars : Entrevue de Jeanne d'Arc et Charles VII à Chinon.

- 15 avril : Jeanne d'Arc prend la tête de l'armée royale qui marche sur Orléans.

- 8 mai : Jeanne d'Arc contraint l'armée anglaise à lever le siège d'Orléans.

- 17 juillet : Sacre de Charles VII à Reims.
- 1430

- 24 mai : Capture de Jeanne d'Arc à Compiègne par les Bourguignons, qui la vendent aux Anglais en novembre.

- 28 décembre : Jeanne d'Arc est amenée à Rouen.
- 1431

- 21 février : Début du procès de Jeanne d'Arc.

- 29 mai : Jeanne d'Arc est condamnée pour hérésie et sorcellerie, elle est brûlée vive le lendemain. 
- 1435

- 20 septembre : Signature du Traité d'Arras par lequel Charles VII cède au duc de Bourgogne Philippe le Bon les villes de la Somme, le comté d'Auxerre et le comté de Mâcon en échange de la reconnaissance de son titre de roi de France.
- 1450

- 9 février : Mort soudaine d'Agnès Sorel, favorite du roi, à l'abbaye de Jumièges.

- 15 avril : Bataille de Formigny, victoire de l'armée française du connétable Arthur de Richemont et de l'armée du duché de Bretagne sur l'armée anglaise.

- 24 juin : Capitulation du gouverneur anglais de Caen.
- 1451

- 31 juillet : Arrestation, sur l'ordre de Charles VII, du Grand argentier Jacques Cœur, accusé de l'empoisonnement d'Agnès Sorel.
- 1453

- 17 juillet : Bataille de Castillon, sur les bords de la Dordogne, victoire de l'armée française sur l'armée anglaise, grâce à l'artillerie, qui marque la fin de la guerre de Cent ans.
- 1456

- 30 août : Rébellion du dauphin Louis, futur Louis XI, qui se réfugie chez le duc de Bourgogne Philippe le Bon, en Franche-Comté.
- 1461-1483 : Règne de Louis XI, fils de Charles VII, sur le royaume de France.
- 1462

- 20 décembre : Louis XI prend possession du Roussillon et de la Cerdagne en échange de son aide à Jean II d'Aragon contre les sujets révoltés de ce dernier. 
- 1464

- 19 juin : Mise en place des postes royales.
- 1465

- 10 mars : Création de la Ligue du Bien public, révolte des grands du royaume (dont le frère du roi) menés par Charles le Téméraire contre Louis XI.

- 16 juillet : Bataille de Monthléry, les troupes du roi de France écartent la menace des troupes bretonnes et bourguignonnes sur Paris.
- 1467

- 15 juin : Charles le Téméraire devient duc de Bourgogne et règne sur la Bourgogne, la Franche-Comté et les Pays-Bas.
- 1468

- 1er avril : Les États généraux réunis à Tours par Louis XI condamnent la Ligue du Bien public.

- 10 septembre : Traité d'Ancenis, le duc François II de Bretagne rompt ses alliances avec la Bourgogne et l'Angleterre.

- 10-14 octobre : Entrevue de Péronne, Charles le Téméraire oblige Louis XI à céder la Champagne en apanage au frère du roi Charles de Berry et à assister à la répression de la ville de Liège encouragée par le roi à se révolter.
- 1469

- 6 septembre : Louis XI rencontre son frère Charles de Berry en révolte contre lui, et lui échange la Guyenne contre la Champagne.
- 1470 :

- Novembre : Louis XI relance les hostilités contre Charles le Téméraire en Picardie.
- 1471

- 1er octobre : Alliance entre Charles le Téméraire et le roi d'Angleterre Édouard IV.
- 1472

- 24 mai : Charles, le frère du roi de France, meurt et Louis XI récupère le duché de Guyenne.

- 27 juin : Acte d'héroïsme présumé de Jeanne Hachette lors du siège de Beauvais entrepris par les soldats bourguignons de Charles le Téméraire.

- Novembre : Les hostilités franco-bourguignonnes cessent.
- 1475

- 29 août : Traité de Picquigny, moyennant 75 000 couronnes d'or et une pension annuelle de 50 000 couronnes, Louis XI obtient que les troupes anglaises Édouard IV débarquées sur le sol français repartent en Angleterre.
- 1477

- 5 janvier : Bataille de Nancy au cours de laquelle Charles le Téméraire trouve la mort contre les Lorrains.

- 1er février : Les troupes du roi de France entrent à Dijon, la Bourgogne et la Picardie sont annexées au royaume.